# Svensk förening för Informationsspecialister
Svensk förening för Informationsspecialister (SFIS) är en förening för professionella informationsspecialister, företagsbibliotekarier, omvärldsanalytiker, webbredaktörer med flera. Föreningen bildades år 1936, då under namnet Tekniska Litteratursällskapet (TLS). Beslut om namnbytet togs år 2001. Föreningen ger ut tidskriften InfoTrend – Nordisk tidskrift för informationsspecialister.
Föreningen arrangerar en årlig konferens.

## Ordförande[2]
Elisabeth Hammam Lie 2018-
Marco Schirone 2017-2018
Ann-Christin Karlén Gramming 2014-2017
Peter Almerud 2009-2014
Margareta Nelke 2006-2009
Anna Maria Magnusson 2003-2006
Tove Persson 2000-2003
Lise-Lotte Lindskog 1995-1998
Kerstin Rehbinder 1985-
Sixten Ljungberg 1978-1984
Arne Sundelin 1970-1977
Björn Tell 1960-1969
Einar Öhman 1952-1959
Carl Björkbom 1949-1951
Edy Velander 1945-1948
Torsten Widell 1943-1944
Folke Odqvist 1939-1942
Gudmund Borelius 1936-1938

## Priser
Föreningen utser årligen "årets informationsspecialist". Priset tilldelades Ann-Christin Karlén Gramming (2009), Lars Iselid (2010), Linnea Sjögren (2011), Ingela Wahlgren (2012), Kajsa Gustafsson Åman (2013, Elinor Magnusson (2014), Ingrid Johansson (2015), Sylvia Hagman Hoffman (2016), Jonas Fransson (2017), Inga-Lill Blomkvist (2018), Linda Gransjö (2019).

## Intressegrupper och nämnder
Föreningen hade tidigare en utbildningsnämnd vars verksamhet syftade till att ge medlemmarna en ändamålsenlig och aktuell fortbildning och vidareutbildning. Utbildningen omfattade såväl kurser på grundläggande nivå som seminarier inom ytterst specialiserade ämnes- och teknikbaserade områden. Det fanns även en Informations- och konferensnämnden (I&K) som informerade om föreningens olika verksamheter både till medlemmar och till andra målgrupper. Nämnden gav ut medlemsbladet TLS Information. Nämnden initierade och organiserade även konferenser och seminarier.
Föreningen har genom åren haft olika intressegrupper som fungerade som forum för erfarenhetsutbyte. Verksamheterna omfattade såväl informella träffar som studiebesök och studieresor, både inom och utom landet. Dessutom sammanställde några av grupperna periodikaförteckningar.  Intressegrupperna var Industrins referensgrupp för informationsservice - IRIS, Livsmedelsgruppen, Läkemedelsgruppen & Skogsindustrigruppen.

## Publikationer
1945 började TLS ge ut en egen tidskrift, först med namnet ”Teknisk dokumentation”, sedan under mer än 50 år med namnet ”Tidskrift för Dokumentation (TD)”. 2005 bytte TD namn till ”InfoTrend - Nordisk tidskrift för informationsspecialister”. Under en tid gav föreningen ut ett elektroniskt medlemsbrev, Online- och webbnyheter, som gav en heltäckande rapportering om informationskällor och verktyg både internationellt och i Sverige.

## Hedersledamöter
2019 utsågs Marika Lundkvist, Umeå universitetsbibliotek, till hedersledamot för sin insats i webbgruppen. 2005 utsågs Lise-Lotte Lindskog Lindskog, som under mer än 30 år varit en av föreningens förgrundsgestalter och aktivt verkat på en rad olika poster, till hedersledamot. Björn Tell, tidigare ordförande, var också hedersledamot.
Ingrid Alexandersson var hedersledamot och arkivarie i Svensk förening för informationsspecialister (SFIS Väst).